# Cristian Nicușor Pușcaș
Cristian Nicușor Pușcaș (sinh ngày 20 tháng 1 năm 1994) là một cầu thủ bóng đá người România thi đấu ở vị trí tiền vệ cho Dunărea Călărași.